# Phégoptère à hexagones
Phegopteris hexagonoptera
Espèce
La Phégoptère à hexagones (Phegopteris hexagonoptera) est une espèce de fougère de la famille des thélyptéridacées.

## Distribution

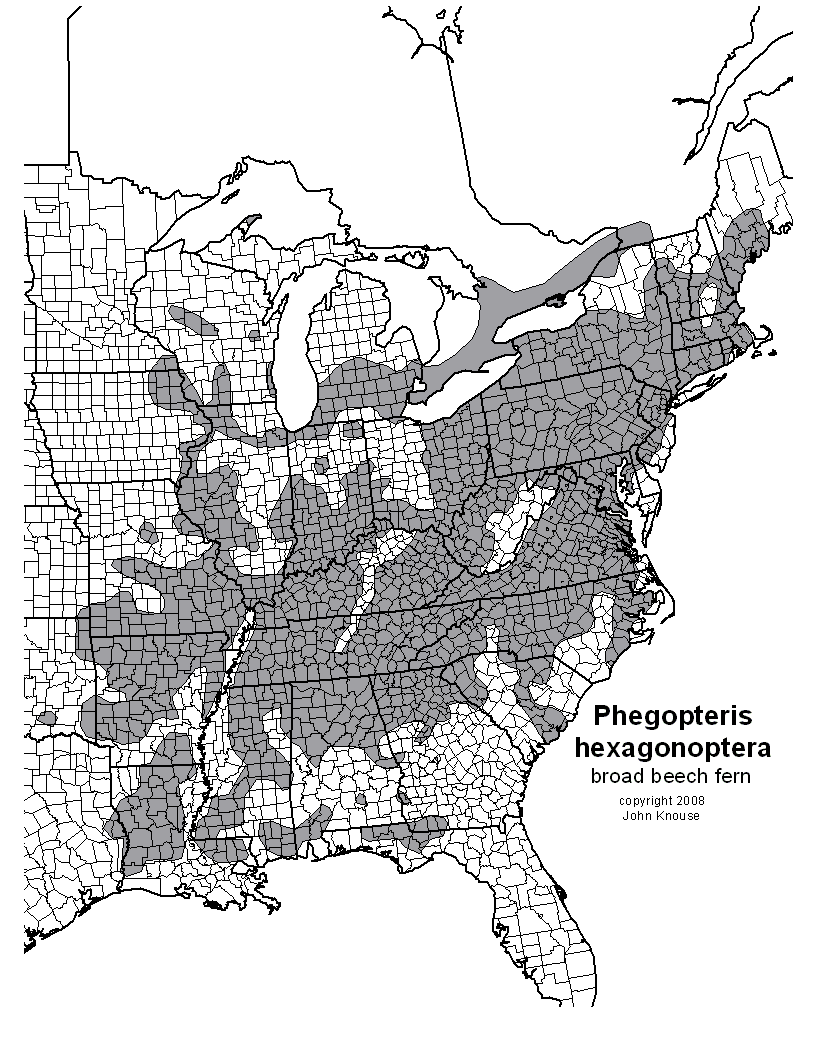
Distribution de la plante en Amérique du Nord

On retrouve la phégoptère à hexagones aux États-Unis du Texas à la Floride jusqu'au Minnesota au Maine, ainsi qu'au Canada, au sud de l'Ontario et au sud du Québec.

## Menace
La situation du phégoptère à hexagones est considérée comme « préoccupante » par le comité sur la situation des espèces en péril au Canada du fait du faible nombre et de la dispersion des populations. Cette espèce est classée « menacée » au Québec.